# Jod
Jód (latinsko iodum) (iz starogrške besede iódes - vijoličast) je kemični element, ki ima v periodnem sistemu simbol I in atomsko število 53. Odkril ga je Bernard Courtois leta 1811 in sicer v pepelu morskih alg. Nekoliko je topen v vodi, bolj v nekaterih organskih topilih (heksan in tetraklorometan). Je element, ki je v živečih organizmih potreben kot element v sledeh, pri ljudeh je nujno potreben za pravilno delovanje ščitnice. Kemijsko je jod najmanj reaktiven od halogenov, in najbolj elektropozitivni kovinski halogen. Jod se pretežno uporablja v medicini, fotografijah in dišavah.
Jod je modro-črna, bleščeča trdnina, molekulski kristal, ki lahko sublimira zaradi šibkih medmolekulskih vezi v modro-vijoličen plin z dražljivim vonjem. Ta halogen tudi tvori spojine z mnogimi elementi, vendar je manj aktiven od drugih pripadnikov njegove vrste in ima nekatere podobne lastnosti kot kovine. Jod se zlahka topi v kloroformu, ogljikovem tetrakloridu in ogljikovem disulfidu, pri čemer tvori vijolične raztopine (v vodi je le rahlo topen). Tališče joda je 113 °C in se s taljenjem pretvaraja v rjavo, električno prevodno tekočino.
V škrobovici se trijodidni ion iz jodovice (jod, raztopljen v vodi s pomočjo kalijevega jodida) veže v škrobovo vijačnico, pri čemer nastane kompleks škrob-trijodidni ion ([I3·škrob]-), ki je globoko modre barve.

## Zgodovina
Fiziološki pomen joda je bil znan že v prastarih časih. Tako se je 1500 let pr. n. št. dajalo ljudjem, ki so bili golšavi, štitnice ovc in pepel morskih spužev.
Elementarni značaj joda sta, po odkritju Bernarda Courtoisa, šele leta 1813 ugotovila francoska znanstvenika Nicolas Clement-Desormes in Joseph Louis Gay-Lussac ter mu dala današnje ime jod.

## Pridobivanje joda
Jod se je prej pridobival z ekstrakcijo iz morskih alg na ta način, da so se po poplavah morja na plaži zbirale alge, ki so jih potem zažigali. Ta pepel vsebuje 0,1-0,5 % joda. Takšen način prodobivanja joda je danes značilen samo še na lokalnem nivoju (za lokalne skupnosti) in tvori 2 % svetovne produkcije joda na leto.

## Pridobivanje čistega joda-kemijske reakcije
Iz reakcije jodove kisline in vodikovega jodida nastaneta produkta voda in jod.
```
HIO3 + 5 HI → 3 H2O + 3 I2
```

Iz reakcije natrijevega jodida in klora nastaneta produkta natrijev klorid (kuhinjska sol) in jod.
```
2 NaI + Cl2 → 2 NaCL + I2
```

Laboratorijsko pridobimo jod tudi z delovanjem žveplove kisline in mangan-IV-oksida na kalijev jodid.

## Reakcije joda in drugih elementov/spojin
Iz reakcije vodika in joda nastane vodikov jodid, ki se pri rahlem segrevanju razpede na prvotne elementa.
```
I2 + H2 ↔ 2 HI
```

Pri reakciji amonijaka in joda pride do eksplozije, produkta sta vodikov jodid in dušik.
```
3I2 + 2 NH3 → + HI + N2
```

Z amonijakovo raztopino tvori jod dušikov trijodid.
Še ena pomembna karakteristika joda je, da se veže v polijodide.

## Sublimacija joda (poskus)
Jod je odličen primer snovi, ki sublimira, a pri standardnih pogojih le navidezno, saj iz trdnega preide za kratek čas v tekočo fazo in nato šele v plinasto.
V čašo damo sive kristale joda. Nato te kristale segrevamo z gorilnikom toliko časa, da nastane vijoličasta para joda. Čašo ohladimo, plini se ohladijo in spremenijo svoje agregatno stanje v trdno stanje. Ponovno se pojavijo sivi kristali joda.

## Nevarne lastnosti
Jod je zdravju škodljiv pri vdihavanju in stiku s kožo. Ne sme priti v stik z očmi. Jod ne sme nikoli priti v stik z amonijakom, ker se tvori eksploziven dušikov trijodid (NI3).

## Indentifikacija snovi ali pripravka
Uporablja se v medicini, bakteriologiji (empirična metoda z barvanjem po Gramu, ki uporablja jod, služi za diferenciacijo bakterij v dve veliki skupini:
- grampozitivne bakterije
- gramnegativne bakterije

Jod je nezamenljiv del človeškega in živalskega organizma. Jod vnašamo s hrano. Jod je v človeškem organizmu koncentriran v ščitnici v hormonih tiroksin (T4), trijodtiroksin (T3) in dijodtirozin. Jod je bistvenega pomena za pravilno delovanje ščitnice, saj je bistvena sestavina ščitniških hormonov. Hormoni ščitnice kontrolirajo zelo pomembno funkcijo v telesu - presnovo. Količina joda v telesu je 10–30 mg. Najvidnješi znak pomankanja joda v telesu je golšavost. Za preprečevanje nastajanja te bolezni se svetuje pogosto uživanje morskih rib in uporaba soli, obogatene z natrij/kalij jodatom. Mednarodna prizadevanja za odpravo posledic pomanjkanja joda v hrani, so dosegli na svetovni ravni z zakonskimi določbami za jodiziranje soli. Kar 70 % gospodinjstev v svetu uporablja jodizirano sol, tudi na Slovenskem.
Jodide se uporablja tudi kot zamenjavo alkohola za oskrbo zunanjih ran.
Kalijev jodid se uporablja tudi v fotografiji.
Z jodovico ugotavljamo prisotnost škroba.
Elementarni jod se uporablja kot razkužilo v različnih oblikah. Jod obstaja kot element ali kot vodna raztopina trijod anion I3-, ki se tvori v reakcijski zmesi z dodajanjem joda v slabotno vodno raztopino elementarnega joda (pri obrnjeni kemični reakciji je nekaj prostega elementarnega joda na voljo za antisepso). Alternativno lahko jod pridobimo iz jodofora, ki vsebuje jod, zaključen s topnim sredstvom (jodov ion je ohlapen kot jodofor v vodni raztopini trijodida).
Zgledi preparatov vsebujejo:
- tinkturo joda: jod v etanolu, ali jod in natrijev jodid v pripravku etanola in vode.
- Lugolov jod: jod in jodid sama v vodi, tvorita predvsem trijodid. Za razliko od tinkture joda, ima Lugolov jod minimalno količino komponente prostega joda (I2).
- Povidon jod (jodofor).

## Sestava s podatki o nevarnih sestavinah
Jodovodikova kislina je zelo močna kislina, ki je močnejša tudi od klorovodikove kisline.
Kadar je jod mešan z amoniakom in vodo se ustvari jodovdušik (NI3), ki je ekstremno eksploziven.

## Ugotovitve o nevarnih lastnostih elementarnega joda
Elementarni jod je oksidirajoče dražilo, neposreden stik s kožo lahko povzroči rane, zato se mora s kristali joda ravnati previdno. Raztopine z visoko koncentracijo elementarnega joda – tinkture joda in Lugolova razstopina – lahko povzročijo poškodbe tkiva, če je uporaba v čistilne in antiseptične namene dolgotrajna.
Oralna uporaba elementarnega joda (I2) v večjih količinah je strupena, smrtna doza za odraslega človeka je 2-3g. Konzumiranje večjih miligramskih količin deluje razdražujoče na sluznico. Simptomi so konjuktivitis, bronhitis in izpuščaj po telesu. Zaradi delovanja joda na sluznico bronhija, se je prej uporabljal kot ekspektorans, zdravilo, ki olajša in pospešuje izkašljavanje.
Jodovi hlapi so razdražljivi za oči, sluznico in dihalni trakt. Koncentracija joda v zraku ne bi smela presegati 1 mg/m³
Če ga mešamo z amonijakom in vodo, elementarni jod tvori nitrogen trijodid (jodov dušik - NI3), ki je izjemno občutljiv na tresljaje in lahko nepredvidljivo eksplodira.

### Strupenost jodovih ionov
Preobilnost joda ima podobne simptome kot pomanjkanje le-tega. Pogosti simptomi so nenormalna rast ščitnice in motnje v delovanju in rasti organizma kot celote. Jodidi so po strupenosti podobni bromidom.
Prekomerna prisotnost joda je lahko bolj strupena za celice ob pomanjkanju selena. Delno je zaradi teh razlogov dodajanje joda v populaciji s pomanjkanjem selena teoretično težavno.
Nekateri ljudje postanejo občutljivi na jod. Nanos tinkture lahko povzroči izpuščaj. Nekaj primerov reakcije na Povidone-jod (Betadine) je bilo dokumentiranih kot kemične opekline. Uživanje hrane, ki vsebuje jod, lahko povzroči koprivnico. Uporaba joda v medicinske namene lahko pri pacientih, občutljivih na jod, privede do anafalaktičnega šoka. Nekatere primere občutljivosti na jod lahko formalno uvrstimo med alergije na jod. Občutljivost na jod je sicer redek pojav, vendar pa ima izjemen vpliv glede na razširjenost uporabe izdelkov, ki so osnovani na jodu.

## Fizikalne in kemijske lastnosti
Atomsko število: 53

Atomski simbol: I

Atomska teža: 126.90447 a.e.m.

Atomski radius: 133,3pm

Tališče: 113.7 °C

Vrelišče: 184,4 °C

Topnost: V vodi se skoraj ne topi. Topnost se lahko poveča s kalijevim jodidom. Dobro pa se topi v organskih topilih (kloroformu, ogljikov tetraklorid, ogljikov disulfid z etanolom).

Najpogostejše spojine: Jodidi natrija in kalija (KI) in jodati (KIO3).

Priznanih je trideset izotopov. V naravi je stabilen le en izotop, 127I. Umetni radioaktivni izotop 131I se uporablja pri zdravljenju ščitnice.

Glede na polarnost topila se elmentarni jod obarva v najrazličnejše barve. Ko se topi v nepolarnih topilih kot je na primer heksan, se jod obarva temno vijolično. V zmernem polarnem topili dikloromentana se jod obarva škrlatno in v močno polarnih topilih, kot je aceton ali etanol se obarva temno oranžno ali rjavo.

Zmotno je mišljenje, da se jod v naravi pojavlja samo v trdnem oziroma plinastem stanju. To je posledica močne vijolične barve, ki nastane pri reakciji z gretjem joda, da dobimo vtis da se tekočina sploh ne pojavi. V bistvu pa, če jodove kristale počasi segrejomo le nekaj čez njihovo temperaturo topljenja (113.7 °C), se kristali stopijo v tekočino, ki je skrita pod gostim oblakom pare.

## Obstojnost in reaktivnost
Obstojen pri normalnih pogojih

## Odstranjevanje
EU je klasificirala jod kot nevarno snov, čigavo se vsako izpuščanje v okolje mora preprečiti. Če kadarkoli delamo z jodom, moramo upoštevati varnostne standarde in se dobro zaščititi. Ostanke joda odklanjamo z raztopino natrij tiosulfata (Na2S2O3). Preden to mešanico odstranimo v odpadne vode, moramo pH-vrednost nevtralizirati z natrijevim hidrokarbonatom.

## Transportni podatki
Razen astata je jod še slabše razširjen. V naravi ga najdemo v glavnem v njegovih spojinah kot je natrijev jodat (NaIO3), natrijumperiodat (NaIO4) in lautarit (Ca(IO3)2). Jod je naravno prisoten v okolju predvsem kot razstopljen jodid v morski vodi. V manjših količinah ga najdemo v tleh ter skalah. Nekaj pa se ga najde tudi v nekaterih rudninah. V povprečju vsebuje 100g tla (brez vode) okoli 2,5 mg joda (statistika v Nemčiji). Za prebivalstvo je pomembna oskrba z naravnim jodom, kot vodikov jod ga najdemo v vulkanskih plinih. Topne spojine joda, kot so alkalni in zemeljski kalijjodidi, se sproščajo iz skal, ki propadajo zaradi preperevanja ali zaradi propadanja pri večjih temperaturh. Na ta način jod uglavnem konča v tleh in podzemnih vodah. V morju je količina joda v morski vodi 0,05g/t vode. Vir mineralne vode v Lincolnshiru v Angliji ima rjavo obarvano vodo zaradi joda. Organske jodove spojine lahko izoliramo iz morskih alg (19g joda/kg suhe mase) in morskih spužev (14g joda/kg suhe mase). Ta element v manjših količinah tudi obstaja v Čilu, med Andi in morjem. Tudi v nekem tipu morske trave - kelp (Tasmanija) se najde veliko joda.

## Zakonsko predpisani podatki o predpisih
Upoštevani predpisi:
Zakon o kemikalijah /ZKem-UPB1/ (Ur.l. RS, št. 110/2003, 47/2004)
Pravilnik o razvrščanju, pakiranju in označevanju nevarnih snovi (Ur.l. RS, št. 35/2005)
Pravilnik o razvrščanju, pakiranju in označevanju nevarnih pripravkov (Ur.l. RS, št. 67/2005)
Pravilnik o ravnanju z odpadki (Ur.l. RS, št. 84/1998, 45/2000, 20/2001, 13/2003, 41/2004)
Pravilnik o ravnanju z embalažo in odpadno embalažo (Ur.l. RS, št. 104/2000, 12/2002, 41/2004)
Sklep o objavi prilog A in B k Evropskemu sporazumu o mednarodnem cestnem prevozu nevarnega blaga /ADR/(Ur.l. RS, št. 9/2003, 66/2003)
Pravilnik o varovanju delavcev pred tveganji zaradi izpostavljenosti kemičnim snovem pri delu (Ur.l. RS, št.100/2001)